# Balomar
Balomar je bil vodja Markomanov v markomanskih vojnah, * 140, Moravska, † 170-180, Moravska.
Balomarja prvi omenja Kasij Dion kot vodjo mirovnih pogajanj z guvernerjem Gornje Panonije  Markom Jalijem Basom Fabijem Valerijanom, potem ko so Markomani in njihovi zavezniki Langobardi in Ubijci prebili limes na Donavi.   Balomar je leta  167-170 vodil velik pohod zveze germanskih plemen v Italijo, prvi po vdoru Bojoriksovih Kimbrov med kimbrskimi vojnami. Pri Karnontu je porazil vojsko 20.000 Bizantincev, opustošil Opitergium (Oderzo) in oblegal Oglej. 

## Avrelijev steber
Balomar je morda oseba v XXV.  prizoru na Avrelijevem stebru v Rimu, ki se v imenu Markomanov vdaja Marku Avreliju. Prizor je približno iz leta 172. 

## Balomar v fikciji
Balomar je oseba v filmu Padec Rimskega cesarstva iz leta 1964.